# فوسفات البيريدوكسال
فوسفات البيريدوكسال هو الشكل الفعال لفيتامين ب6، وهو إنزيم مرافق في كثير من التفاعلات الإنزيمية.